# Boophis goudotii
Boophis goudotii là một loài ếch trong họ Mantellidae. Chúng là loài đặc hữu của Madagascar.
Các môi trường sống tự nhiên của chúng là các khu rừng ẩm ướt đất thấp nhiệt đới hoặc cận nhiệt đới, các khu rừng vùng núi ẩm nhiệt đới hoặc cận nhiệt đới, sông, sông có nước theo mùa, đầm nước, đầm nước ngọt, đầm nước ngọt có nước theo mùa, đất canh tác, vườn nông thôn, các khu rừng trước đây bị suy thoái nặng nề, ao, đất nông nghiệp có lụt theo mùa, và kênh đào và mương rãnh.

## Hình ảnh

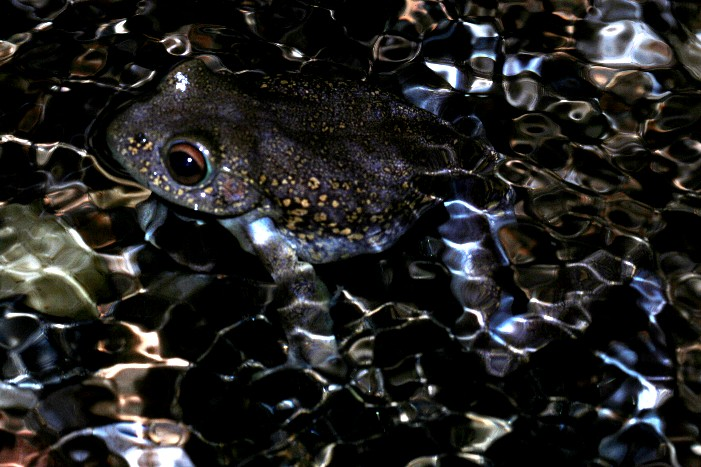